# Davlameti
Davlameti es una ciudad censal situada en el distrito de Nagpur en el estado de Maharashtra (India). Su población es de 14545 habitantes (2011). Se encuentra a 8 km de Nagpur.

## Demografía
Según el censo de 2011 la población de Davlameti era de 14545 habitantes, de los cuales 7529 eran hombres y 7016 eran mujeres. Davlameti tiene una tasa media de alfabetización del 91,74%, superior a la media estatal del 82,34%: la alfabetización masculina es del 95,01%, y la alfabetización femenina del 88,20%.